# ديتليف شميت
ديتليف شميت (بالألمانية: Detlef Schmidt)‏ هو راكب الكنو ألماني، ولد في 24 فبراير 1958 في برلين في ألمانيا.

## وصلات خارجية
- ديتليف شميت على موقع أوليمبيديا (الإنجليزية)